# Cobor
Cobor (węg. Kóbor) – wieś w Rumunii, w okręgu Braszów, w gminie Ticușu. W 2011 roku liczyła 238 mieszkańców.